# Comté des Grampians Sud
Le comté des Grampians Sud est une zone d'administration locale dans le sud-ouest du Victoria en Australie
Il résulte de la fusion en 1994 de l'ancienne ville d'Hamilton, du comté de Wannon et, partiellement, des comtés de Dundas, Kowree, Mount Rouse et Heywood.
Le comté comprend les villes de Coleraine, Hamilton et Penshurst.

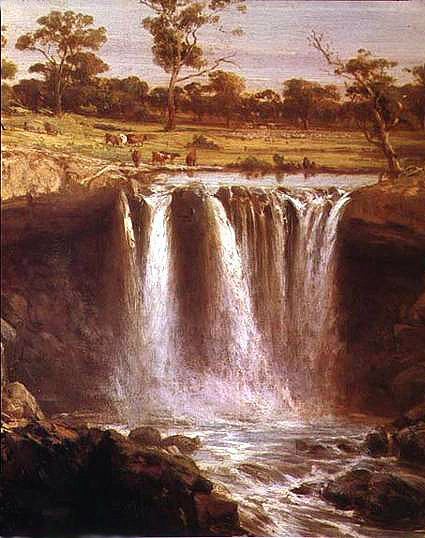
Chutes de Wannon par Louis Buvelot.
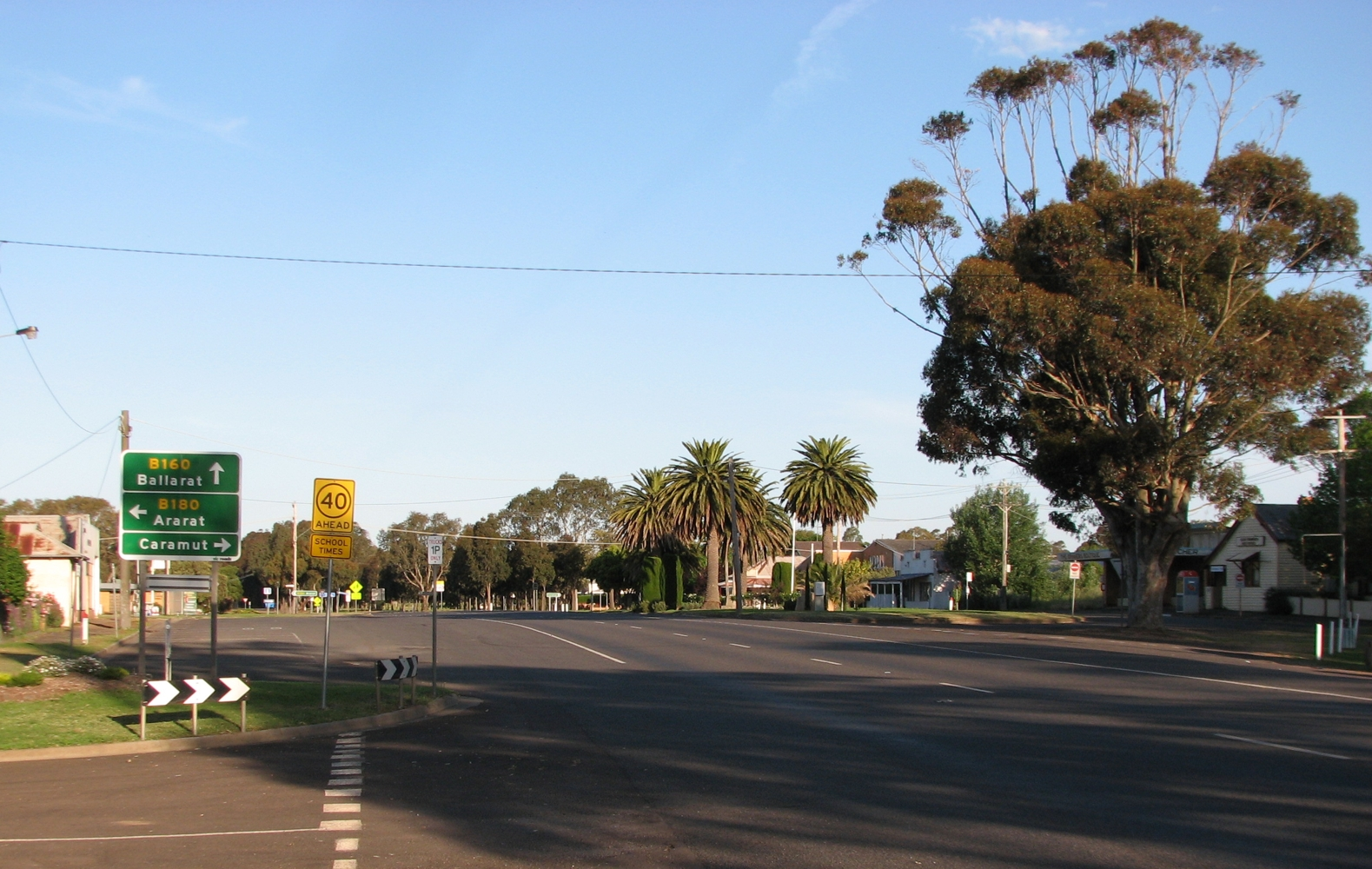
Entrée ouest de Glenthompson.